# 津軽信寿
津軽 信寿（つがる のぶひさ・津軽 信壽）は、江戸時代中期の大名。陸奥国弘前藩5代藩主。官位は従五位下・土佐守。

## 生涯

### 人物
寛文9年（1669年）5月24日、4代藩主・津軽信政の次男として誕生。幼名は母の縁からか竹千代。初名は津軽 信重。宝永7年（1710年）、元禄大名七傑とも、中興の英祖とも呼ばれた父の死去により、42歳で弘前藩主家の家督を継ぐ。
その後、初帰国した際は長大な行列を組んでお国入りし、7日以上も祝宴を開き、将軍から贈られた関ヶ原合戦図屏風を公開し、また父の廟に高照神社（高照霊社）を創建して遷宮祭事を盛大に執り行った。このことからも当時の弘前藩は、いまだ余裕があったように感じられる。
信寿自身は小野次郎左衛門忠於・忠一に小野派一刀流を学び直伝を受け、その直伝を小野家の忠方に授け返したほどの剣の達人で、また信寿は文化芸術に対する理解もあったらしく、書を良くし、画においても狩野派を学ぶなどした。元文2年（1737年）には自らの手で、絵入俳書である『独楽徒然集』を2冊編纂した。
享保8年（1723年）に江戸の漆芸家・小川破笠をお抱えとして創作活動への援助を行い、この「津軽様お抱え」の看板が、破笠の名声を高めるきっかけとなった。当代有数の教養人という評判もあり、まさに文武両道を極めた人物であった。

### 治世
治世に特筆すべき優良な点は見られないが、新田開発による収入の増加、家臣の津軽政方（喜多村政方・喜多村校尉・津軽校尉。弘前藩と先代より縁のある軍学者・山鹿素行の外孫）に命じて『津軽一統志』（藩史、地域史）を編纂させたことが挙げられる（ただしこれは先代からの継承事業とも言われている）。
信寿の治世中に平内山の国境の件で隣国の盛岡藩との争いが起こり、幕府が裁断することとなった、弘前藩側の緻密な調査と資料作成提示、対する盛岡藩の不備によって、この一件は弘前藩の全面勝訴に決した。これが107年後、弘前藩主を襲う珍奇なテロ事件・相馬大作事件の際に因縁（言いがかり、怨恨）として持ち出されることになる。

### 財政の悪化
趣味や風雅は金がかかるものである。相続時にも藩主が率先して、前述のような派手な振る舞いを挙行していたが、その裏で藩財政は極めて悪化していた。前代から続く凶作や治世中の天災のために藩収入は減少しつつあり、急場をしのぐためにも弘前藩は家臣の給与をそれまでの俸禄制から知行制へと、むしろ古式に変更している。
これは、「土地から100の収入を藩がまとめて得て、それを藩士10人に10ずつ払う場合、もしもその年の収入が90しかなかった場合は藩が不足分10を補充した上で10ずつ分配せねばならない。だが最初から「10の収入が見込める土地」を与えておけば、その年の収入が9（全体で90）であったとしても、それは各藩士が1ずつ不足するだけであり、藩財政は痛くない。負担は藩士各自に。」という仕組みである。
また倹約令を発布する傍ら、藩士の給与を一律1割カット、さらには大量リストラを断行している。領民に対しては年貢率のアップを行い、豪商、豪農には御用金や御用米をも命じている。この状況の中、領内にいても温泉巡りや別邸での大宴会を楽しみ、江戸出府中の交際費も増加する一方であり、また遊興費もかさむ一方であったが、家臣団をも引き連れての吉原遊びをやめることはなかった。
当初、藩財政をみていたのは先代からの武田定清であったが、徹底した倹約と検地による徴税強化で藩内の恨みを買っているとみるや、信寿は無理やり武田に切腹を命じた。代わってイエスマン的家臣を重用し、特に佐藤著恒は信寿に重用され、江戸の屋敷に池を造り、「敷地内に隅田川と直結する池を作って、池から直接舟を仕立てて信寿一行と共に吉原に通う」などの遊びをプロデュースし、主の歓心を買うことに精を出した。
これら遊興費のため藩の借金が増えると、佐藤は国許に帰っては借金返済の金策を行った。前述の豪農や豪商に御用金・御用米は、実はこれに充てられた。これらの行動は、質素倹約を旨として享保の改革を推し進める将軍・徳川吉宗の耳に入ることになる。

### 後継者
享保15年（1730年）に嫡男の信興が早世していたため、享保16年（1731年）5月16日に信興の嫡男、つまり嫡孫である信著に家督を譲って隠居し、剃髪して竹翁、後に栄翁と号した。楽隠居として趣味風雅の道に遊びたいところではあるが、当時信著はいまだ13歳であったため、後見人としてなんらかの補佐は行っていたものと考えられる。信寿は老齢のため隠居・引退というのが表向きの理由であったが、次代の13歳での相続はさすがに早い。これは信寿の派手な暮らしぶりに対する、質素倹約を推進する将軍・徳川吉宗および幕閣による懲罰的措置であるともされている。
延享元年（1744年）に、今度は信著が26歳で早世した。弘前藩主は信著の嫡子の信寧が相続したが、いまだ幼年（当時6歳）であったため、曾祖父の信寿が補佐を行った。『津軽一統志』が完成したのと同年の延享3年（1746年）1月19日、死去。享年78。

## 系譜
- 父：津軽信政
- 母：不卯姫 - 増山正利の娘
- 正室：法雲院 - 松平忠尚の養女
  - 長男：津軽信興（1695-1731）
- 側室：2名
- 生母不明の子女
  - 次男：某
  - 三男：某
  - 四男：津軽著教（1721-1745）
  - 五男：某
  - 女子：於染、慈照院 - 久世暉之正室後に保科正寿正室
  - 女子：負正院寿法栄心 - 岩城隆韶正室
  - 女子：松平信清正室

## 偏諱を受けた人物
信寿（信壽）時代
- 津軽寿世（壽世）（実弟、黒石津軽家当主）
- 今大路寿国（寿世の娘婿）